# 100% Вълк
„100% Вълк“ (на английски: 100% Wolf) е австралийска компютърна анимация от 2020 година на режисьора Алекс Стейдърман. Продуценти са Алексия Гейтс-Фоале и Барбара Стивън. Сценарият е на едноименния роман на Джейн Лайънс от 2009 г.

## В България

### Филм
В България премиерата на филма на няколко пъти е отложена поради коронавирусната пандемия. Най-новата дата на излизане е на 17 септември 2021 г. от Про Филмс.

#### Синхронен дублаж
| Роля          | Изпълнител               |
| ------------- | ------------------------ |
| Малкият Фреди | Георги Ламбрев           |
| Фреди Лупин   | Денислав Димитров        |
| Пати          | Николина Петрова         |
| Хотспър       | Стефан Сърчаджиев-Съра   |
| Флашхарт      | Росен Пенчев             |
| Туичи         | Елисавета Господинова    |
| Лейди Хайтел  | Елисавета Господинова    |
| Фоксуел Крип  | Явор Караиванов          |
| Командоршата  | Татяна Захова            |
| Хамиш         | Борис Кашев              |
| Мисис Мътън   | Даниела Горанова         |
| Хариет        | Августина-Калина Петкова |
| Чериът        | Константин Димитров      |
| Лорд Хайтел   | Христо Узунов            |
| Цербер        | Константин Лунгов        |
| Стийв         | Сотир Мелев              |
| Други гласове | Евгения Ангелова         |

| Обработка           | студио „Про Филмс“                 |
| ------------------- | ---------------------------------- |
| Режисьор на дублажа | Анна Тодорова                      |
| Тонрежисьори        | Детелина Ралчевска Станислав Донев |

На 1 юни 2022 г. филмът е излъчен за първи път по „Виваком Арена“ от 20:00 часа. На 5 юни от 9:15 часа беше излъчен повторно.

### Сериал
Сериалът, който е базиран на филма, започва излъчване по Супертуунс на 21 ноември. Ролите са озвучени от Елисавета Господинова, Татяна Захова, Денислав Димитров, Стефан Сърчаджиев – Съра и Христо Узунов. Дублажът е войсоувър в студио Про Филмс. Началната песен е записана на български и изпята от Кръстина Кокорска.